# Eupoa maculata
Eupoa maculata är en spindelart som beskrevs av Peng X., Kim 1997. Eupoa maculata ingår i släktet Eupoa och familjen hoppspindlar. Inga underarter finns listade i Catalogue of Life.